# État d'Abdelkader
Pour les articles homonymes, voir Émir Abdelkader (homonymie).
27 novembre 1832 – 23 décembre 1847
 (15 ans et 26 jours)
Entités précédentes :
- Beyliks de la régence d'Alger
 (jusqu'en 1833) 
Régence d'Alger
(indirectement, 1830)

Entités suivantes :
- Algérie française

L'État d'Abdelkader, ou l'Émirat d'Abdelkader (en arabe : دولة عبد القادر, en tamazight : ⵜⴰⴳⵍⴷⴰ ⵏ ⵄⴱⴷⴰⵍⵇⴰⴷⵔ), est un État indépendant formé sur les parties centrale et occidentale de l'Algérie durant la conquête de l'Algérie par la France. Qualifié dans l'historiographie algérienne d'État algérien moderne, il voit se mettre en place une doctrine de pouvoir qui tranche avec celle du précédent régime des deys d'Alger. Il est dirigé par l'émir Abdelkader, de 1833 à 1847, et ses capitales sont successivement Mascara et Tagdemt.

## Gouvernement
Le système de gouvernement est simple et présente des analogies avec le régime des deys d'Alger ; cependant, il correspond à une profonde révision de la doctrine de pouvoir sur des bases plus égalitaires. L'émir est à la tête de l’État, et gouverne avec son diwan : le conseil des ministres. Il est assisté par un majlis, un conseil consultatif composé de ses principaux collaborateurs : personnalités sages, oulemas et les khalifa représentant des provinces et présidé par un qâdî al qudât. L'Algérie est divisée par l'émir en huit khalifalik, eux-mêmes subdivisés en aghalik qui regroupent plusieurs caïdats. Ce découpage tient compte des influences locales et de l'histoire, notamment sur le plan tribal.

## Institutions
Abdelkader organisa l’État autour de trois ou quatre pôles modernes et efficaces : la justice, l'organisation financière, l'enseignement et surtout l'armée.
La justice était rendue selon les principes islamiques et reposait sur la figure du cadi, faisant fonction de juge, de notaire et de tuteur. Le cadi est compétent pour juger toutes les affaires ayant trait aux problèmes de personnes, de propriété, de vol et d'assassinat. Le cadi est nommé sur plusieurs critères : notoriété, moralité et capacité attestée par le succès à des épreuves juridiques. Son mandat est d'un an renouvelable, et il est révocable en cas de faute grave par le khalifa. D'autre part, un majlis, constitué par les plus célèbres ouléma se réunissaient pour traiter les affaires en appel contre la décision des cadis.
Cependant, les affaires contre les intérêts de la nation (collaboration avec les Français, révolte, refus de l'unité, plaintes contre les tribus, complots…) était jugés par des agents de l'autorité, les hokm.

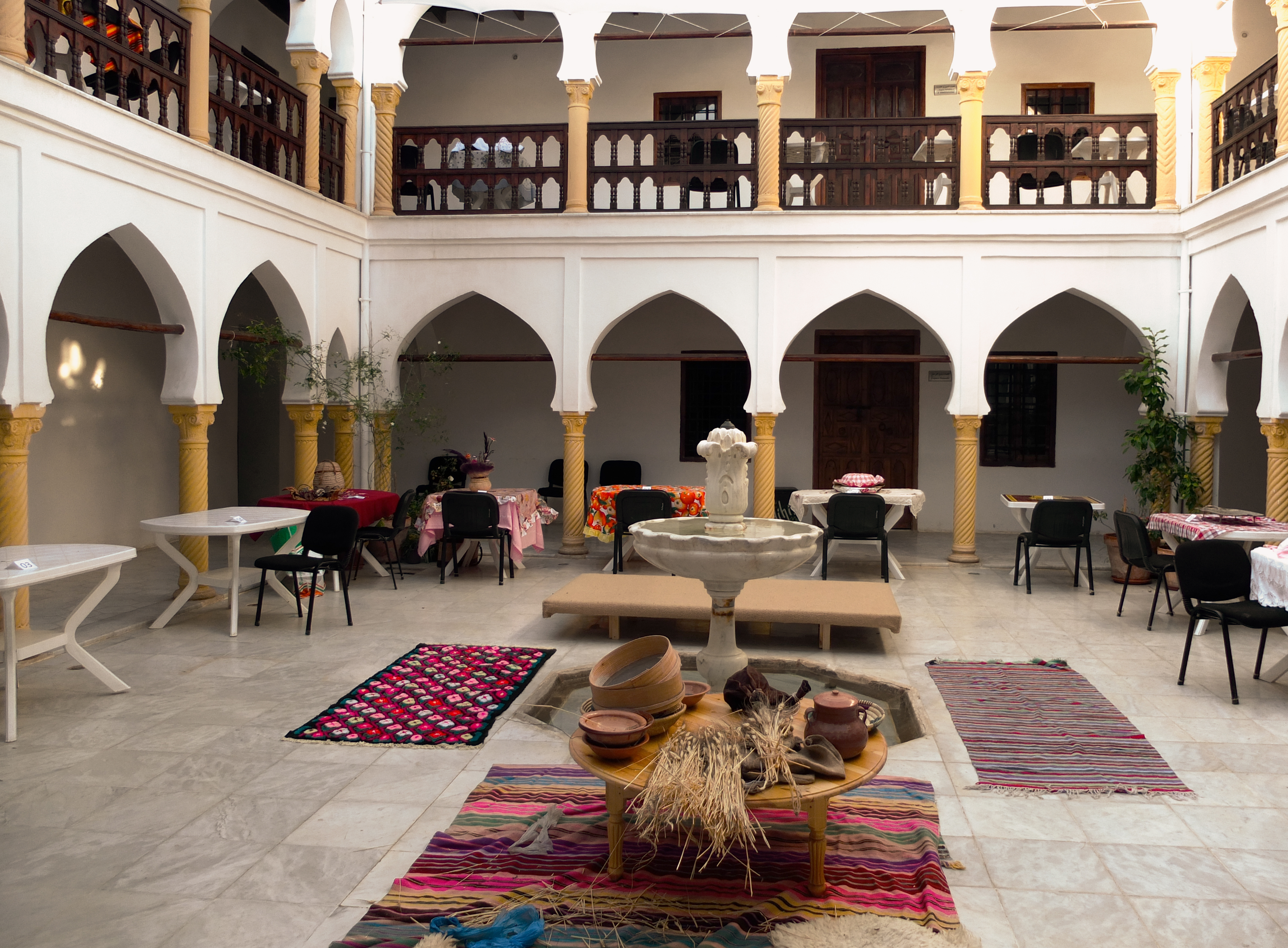
Palais de l'émir Abdelkader, à Médéa.

L'émir Abd el Kader porte un certain intérêt à la culture. Ainsi, l’État encourage la création d'écoles, dans les villes et en milieu rural, où sont enseignés le Coran, l'arithmétique, la lecture et l'écriture. Cet enseignement se voulait gratuit et les élèves les plus doués continuaient leur apprentissage dans les zaouïas et les mosquées du pays où leur était enseigné l'histoire, la rhétorique et la théologie. Ces tolbas touchaient un solde régulier. D'autre part, Abd el Kader encourage la conservation des manuscrits et des livres et crée une bibliothèque pour compiler les écrits de valeur à cet effet.
Sur le plan financier, l’État doit mener un effort de guerre important d'où une refonte de l'organisation. Abdelkader soumet toutes les tribus à l’impôt, dont les anciennes tribus makhzen. Les différents impôts sont :
- l'achour, ou impôt sur le dixième des récoltes ;
- la zakat, qui était perçue sur les troupeaux (1 % sur les moutons, 1/30 sur les bovins et 1/40 sur les chameaux) ;
- la ma'ouna ou mu'awana[8], une contribution en argent décidée par l'émir en cas d'urgence pour la résistance armée, et répartie sur tous les khalifaliks ;
- la khetia, qui est une amende appliquée sur une tribu pour une faute collective.

Les impôts sont le plus souvent perçus par les caids et les aghas, puis versé au khalifa. Dans chaque aghalik, un oukil essoltan s'occupe de la location des terres publiques aux fermiers alors qu'un deuxième oukil veille aux intérêts du fisc.

### Doctrine de pouvoir
La conception du pouvoir d'Abdelkader s'inscrit en rupture avec celle de la régence d'Alger, qui selon lui a failli. Surnommé Naçir al din (le Défenseur de la religion) et issu d'une lignée chérifienne, il tire sa légitimité de la religion, encore plus que pour le régime de la régence d'Alger, et renoue avec la tradition de désignation du chef de la communauté par les fidèles. Membre de la tribu des Hachem, il se veut sobre, modeste et proche du peuple, même si certains faits marquent son rang (comme le fait de se déplacer sous un parasol). Cela traduit en réalité une volonté de se démarquer de l'arbitraire de la régence et d'une forme de fossilisation de l'Islam.

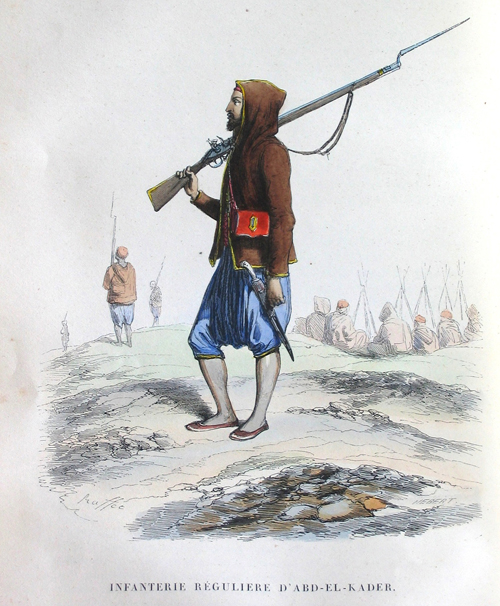
Infanterie régulière d'Abdelkader.

Il abolit l'Odjak et met un terme au système politique de la régence (notamment au système des tribus makhzen). Il tente de réaliser un système uniformisé où, si la tribu reste à la base de la société, les confédérations rendent directement compte au pouvoir central. Le territoire contrôlé est découpé de manière égalitaire entre les khalifa. L'exercice du pouvoir administratif est surveillé, en effet il est annoncé de façon régulière sur les marchés que toute personne ayant une plainte concernant l'administration peut en saisir directement l'émir.

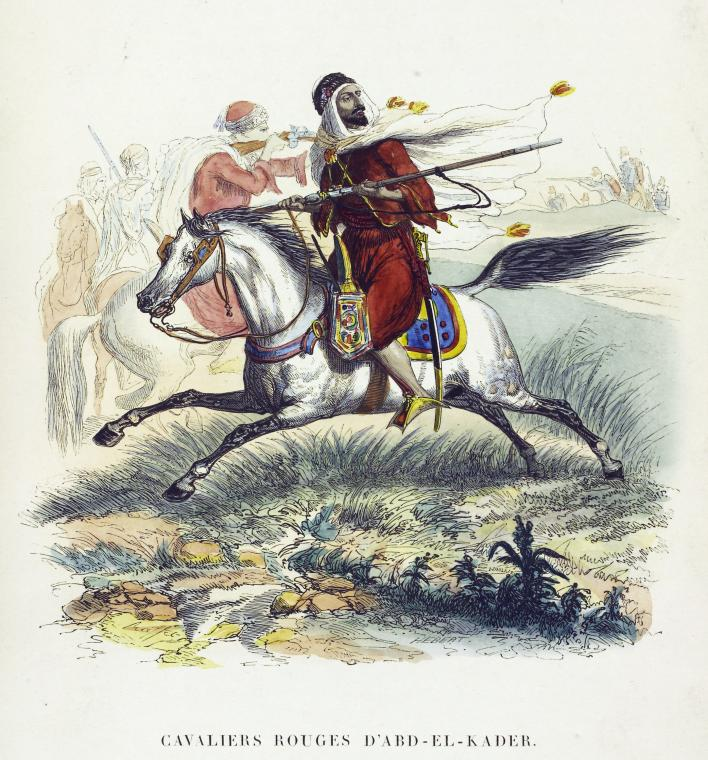
Cavalerie d'Abdelkader.

L'émir est sensible aux avis de Hamdan Khodja (ancien dignitaire de la régence), conseiller du bey de Constantine. Ce dernier ayant voyagé en Europe lui fait part des idées de la révolution industrielle, de l'éclosion des nationalités en Europe. Le séjour d'Abdelkader au Caire en 1827 l'a également sensibilisé à la gestion innovante de Mohamed Ali, souverain d'Égypte et grand vassal de l'Empire ottoman dont il bat en brèche l'autorité.
Il existe une réelle volonté de promouvoir la chose publique : régularité des services, unification, organisation fédérale sans exclure un effort de centralisation, fin des rivalités entre tribus, abolition de privilèges, promotion d'une économie modernisée et création d'une armée régulière et soldée. Le fondement de l’État reposant sur une légitimité religieuse, l'émir favorise la noblesse maraboutique au détriment des djouads,. Durant ses guerres avec les Français, l’État ne s'interdit pas de négocier et de traiter avec eux. Il porte ainsi un islam qui se veut volontairement tolérant, où les coopérants musulmans, juifs et chrétiens européens (notamment d'Italie) peuvent circuler sur son territoire et nomme deux ambassadeurs non-musulmans (l'un juif algérien, l'autre italien) auprès des autorités françaises à Alger.

## Politique économique
L'émir accorde très tôt une importance à la structuration d'une économie perçue comme nécessaire à la pérennisation de son État. Il va installer un certain nombre de fabriques et d'industries dans Tagdemt, sa nouvelle capitale. C'est ainsi qu'il est accordé une grande importance à la production locale des biens nécessaires, notamment à l’effort de guerre. Les villes de Tlemcen, Mascara, Miliana, Médéa et Tagdempt fabriquent la poudre nécessaire. Tagdemt et Miliana possèdent fonderies et fabrique d'arme. Il y a également une volonté de réguler les marchés (les souks) avec une surveillance et une sécurisation accrue des sites et des axes de circulation pour favoriser les échanges. L'agriculture est encouragée, avec la suppression du kharadj pour encourager les fellahs (paysans), et la mise à profit des périodes de trêve.
Enfin, l'émir se dote très rapidement de sa propre monnaie pour assurer l'autonomie financière de son État. Celle-ci est éditée dès 1834, est frappée à Tagdempt, jusqu'en 1841.

## Provinces de l'émirat

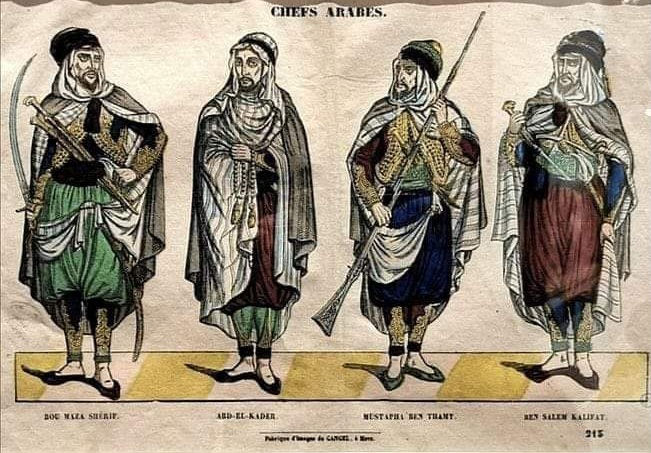
L'Emir Abdelkader et ses deux lieutenants (khalifas) : Ahmed ben el-Tahami et Ahmed ben Salîm.

Abdelkader a divisé son émirat en provinces administratives pour faciliter la gestion avec un gouvernement central,. Au moment de la plus grande extension de cet État, les khalifa au nombre de huit, étaient organisées autour de Tlemcen, Mascara, Miliana, Médéa, la Kabylie, la Medjana, les Zibans, et le nord du Sahara oranais et algérois.
| Province | Gouverneur                       | Chef-lieu |
| -------- | -------------------------------- | --------- |
| Titteri  | Mohammed Berkani                 | Médéa     |
| Miliana  | Muhieddine ben Allal el-Kalay    | Miliana   |
| Tlemcen  | Mohammed Bouhamedi               | Tlemcen   |
| Mascara  | Ahmed ben el-Tahami              | Mascara   |
| Sahara   | Gaddour ben Abdelbaki            | Laghouat  |
| Mejdana  | Mohammed ben Abdeslam el-Mekdani | Sétif     |
| Ziban    | Ferhat ben Saîd                  | Biskra    |
| Jibal    | Ahmed ben Salîm                  | Bouira    |

Chaque province était divisée en régions qui se divisent en groupes de tribus. Le chef d'une région s'appelait Agha et le cheikh était le chef d'un groupe de tribus.

## Drapeaux

Drapeau de la prise de la Smalah (16 mai 1843).
Drapeau des réguliers d'Abdelkader.
Autre étendard de l'émirat d'Abdelkader[Interprétation personnelle ?].